# UCI-Trial-Weltcup 2007
Beim UCI-Trial-Weltcup 2007 wurden durch die Union Cycliste Internationale die Weltcupsieger im Trial ermittelt.

## Ablauf
Der Weltcup 2007 bestand aus drei Läufen:
- Barcelona: 13.–14. April
- Knokke-Heist: 18.–19. August
- Melsungen: 14.–16. September

Ursprünglich hätte es im Juni einen Lauf in Graz geben sollen, der abgesagt wurde; stattdessen sprang Melsungen ein. Die Wettkämpfe in Melsungen fanden im Bereich der Freiluftbühne im Lindenwäldchen statt.
Der Weltcup war internationaler besetzt als je zuvor; mit Fahrern aus Australien, Chile und den Vereinigten Staaten waren erstmals außereuropäische Fahrer dabei. Auch Russland und Finnland beteiligten sich zum ersten Mal.

## Männer 20 Zoll
In der 20-Zoll-Klasse nahmen 58 Fahrer aus 13 Nationen an den Wettbewerben teil.
| # | Datum         | Ort          | Erster       | Zweiter          | Dritter          |
| - | ------------- | ------------ | ------------ | ---------------- | ---------------- |
| 1 | 14. April     | Barcelona    | Daniel Comas | Carles Diaz      | Rafał Kumorowski |
| 2 | 19. August    | Knokke-Heist | Benito Ros   | Rafał Kumorowski | Daniel Comas     |
| 3 | 16. September | Melsungen    | Benito Ros   | Daniel Comas     | Rafał Kumorowski |

Gesamtwertung
| Platz | Name               | Punkte |
| ----- | ------------------ | ------ |
| 1     | Daniel Comas       | 340    |
| 2     | Rafał Kumorowski   | 320    |
| 3     | Benito Ros         | 312    |
| 4     | Carles Diaz        | 305    |
| 5     | Matthias Mrohs     | 249    |
| 6     | Sebastian Hoffmann | 245    |

## Männer 26 Zoll
In der 26-Zoll-Klasse gab es 59 Teilnehmer aus 13 Nationen.
| # | Datum         | Ort          | Erster       | Zweiter             | Dritter             |
| - | ------------- | ------------ | ------------ | ------------------- | ------------------- |
| 1 | 14. April     | Barcelona    | Kenny Belaey | Giacomo Coustellier | Vincent Hermance    |
| 2 | 19. August    | Knokke-Heist | Kenny Belaey | Giacomo Coustellier | Vincent Hermance    |
| 3 | 16. September | Melsungen    | Kenny Belaey | Vincent Hermance    | Giacomo Coustellier |

Gesamtwertung
| Platz | Name                | Punkte |
| ----- | ------------------- | ------ |
| 1     | Kenny Belaey        | 375    |
| 2     | Giacomo Coustellier | 325    |
| 3     | Vincent Hermance    | 320    |
| 4     | Thomas Öhler        | 295    |
| 5     | Guillaume Dunand    | 242    |
| 6     | Wesley Belaey       | 240    |

## Frauen
Insgesamt nahmen sechs Fahrerinnen am Weltcup teil; im dritten Lauf in Melsungen standen allerdings nur zwei von ihnen am Start.
| # | Datum         | Ort          | Erste      | Zweite        | Dritte      |
| - | ------------- | ------------ | ---------- | ------------- | ----------- |
| 1 | 14. April     | Barcelona    | Karin Moor | Mireia Abant  | Gemma Abant |
| 2 | 19. August    | Knokke-Heist | Karin Moor | Julie Pesenti | Léa Herval  |
| 3 | 16. September | Melsungen    | Karin Moor | Elisa Brieden | [ 6 ]       |

Gesamtwertung
| Platz | Name          | Punkte |
| ----- | ------------- | ------ |
| 1     | Karin Moor    | 375    |
| 2     | Elisa Brieden | 305    |
| 3     | Julie Pesenti | 210    |
| 4     | Mireia Abant  | 110    |
| 5     | Léa Herval    | 105    |
| 6     | Gemma Abant   | 105    |